# ツイストII
『ツイストII』（ツイスト・セカンド）は、1979年4月21日にリリースされたツイストの2枚目のスタジオ・アルバムである。

## 解説
このアルバムより世良公則&ツイストからツイストに改名した。共同編曲者として木森敏之が参加した。4thシングル『性（サガ）』、5thシングル『燃えろいい女』が収録されているが、2曲ともアルバムヴァージョン(ロングテイク)である。1994年にはCD選書としてポニーキャニオンより再リリースされている。

## 収録曲

### SIDE A
1. FLY(3分30秒)
  - 作詞:ふとがね金太／作曲:世良公則
2. 燃えろいい女(4分40秒)
  - 作詞・作曲:世良公則
3. 遠景(4分18秒)
  - 作詞:天野滋／作曲:神本宗幸
4. ブレイク(1分58秒)
  - 作詞:ふとがね金太／作曲:世良公則
5. PA,PA,PA(6分02秒)
  - 作詞・作曲:世良公則

### SIDE B
1. 性（サガ）(4分36秒)
  - 作詞・作曲:世良公則
2. とびきりとばしてRock'n Roll(4分42秒)
  - 作詞・作曲:ふとがね金太
3. BYE（バーイ）(3分28秒)
  - 作詞・作曲:世良公則
  - 「燃えろいい女」のB面曲。
4. 都会(3分36秒)
  - 作詞・作曲:大上明
5. 歩み（そして…明日）(6分52秒)
  - 作詞・作曲:世良公則